# Амбари
Амба́ри — селище в Україні, у Річківській сільській громаді Сумського району Сумської області. Населення становить 42 особи. До 2018 року орган місцевого самоврядування — Коршачинська сільська рада.

## Географія
Селище Амбари розташоване за 4,5 км від річки Вир. Сусідні населені пункти на відстані 1,5 км: селище Зоряне, села Шевченківка та Коршачина. Через селище пролягає залізниця, на якій розташована однойменна станція.

## Історія
Селище постраждало внаслідок геноциду українського народу, проведеного урядом СССР 1932—1933 та 1946—1947 роках.
12 червня 2020 року, відповідно до Розпорядження Кабінету Міністрів України № 723-р «Про визначення адміністративних центрів та затвердження територій територіальних громад Сумської області» увійшло до складу Річківської сільської громади.
19 липня 2020 року, в результаті адміністративно-територіальної реформи та ліквідації  Білопільського району, селище увійшло до складу новоутвореного Сумського району.